# Karin Suter-Erath
Karin Suter-Erath (* 24. November 1970 als Karin Erath in Basel) ist eine ehemalige Schweizer Handballerin und Rollstuhltennis- sowie Parabadmintonspielerin. Sie lebt in Wettingen im Kanton Aargau.

## Sportliche Laufbahn
Karin Erath war als Kind eine begeisterte Fussballspielerin, wandte sich aber mit 13 Jahren dem Handball zu. Im Alter von 17 bis 27 Jahren war sie als Leistungssportlerin überwiegend in Basel, aber auch in Madrid und Luzern aktiv. In der Schweizer U20-Frauen-Nationalmannschaft wurde Erath sechs Mal eingesetzt und warf 16 Tore, in der Frauen-Handballnationalmannschaft kam sie 1991 und 1992 auf sieben Länderspieleinsätze und warf zwei Tore. Während dieser Zeit absolvierte sie ein Sportstudium und begann als Sportlehrerin an einem Basler Gymnasium zu arbeiten. Ihre erste Sportlaufbahn endete Anfang 1997 durch einen Unfall, bei dem sie eine Querschnittlähmung erlitt.
Während ihrer Rehabilitation im Schweizer Paraplegiker-Zentrum in Nottwil lernte sie Thomas Suter kennen, den sie 2002 heiratete. Durch ihn kam sie zum Rollstuhltennis. Suter-Erath nahm 2004 in Athen erstmals an den Paralympischen Spielen teil. Im Einzel schied sie in der ersten Runde gegen Sonja Peters aus. In der Doppelkonkurrenz zog sie mit Partnerin Sandra Kalt in den Halbfinal ein, den sie gegen Sakhorn Khanthasit und Chanungarn Techamaneewat verloren. Das anschliessende Spiel um Platz drei und damit die Bronzemedaille gewannen sie gegen Chiyoko Ohmae und Mie Yaosa. Bei den Spielen 2008 in Peking trat Karin Suter-Erath nur im Einzel an und schied erneut in der ersten Runde aus. In der Weltrangliste erreichte sie ihre besten Platzierungen mit Rang sechs im Einzel am 13. Februar 2006 sowie ebenfalls mit Rang sechs im Doppel am 17. November 2003.
Vor und nach ihrer Karriere im Rollstuhltennis spielte Suter-Erath gelegentlich zum Ausgleich Badminton oder Parabadminton. Auch daraus wurde bald ein Leistungssport. Bei der Badminton-Europameisterschaft für Behinderte 2010 im schweizerischen Filzbach trat sie erstmals an. Auf europäischer Ebene war sie in den 2010er Jahren die dominierende Spielerin im Parabadminton. 2012 in Dortmund errang sie im Einzel und im Mixed mit Thomas Wandschneider Gold sowie im Doppel mit Sonja Häsler Silber. 2014 in Murcia und 2016 in Beek gewann sie im Einzel, Doppel und Mixed EM-Gold, 2018 in Rodez mit Cynthia Mathez Gold im Doppel und Silber im Einzel. Bei den Badminton-Weltmeisterschaften für Behinderte war Suter-Erath wegen der Dominanz asiatischer Spielerinnen weniger erfolgreich. 2011 gewann sie in Guatemala-Stadt Silber im Einzel, Gold im Doppel mit Sonja Häsler und Bronze im Mixed mit Avni Kertmen. 2013 in Dortmund folgten Gold im Einzel, Silber mit der Thailänderin Sujirat Pookkhum im Doppel und Bronze mit Thomas Wandschneider im Mixed. 2015 in Stoke Mandeville und 2019 in Basel errang sie im Einzel Bronzemedaillen.
Suter-Erath nahm an den Sommer-Paralympics 2020 in Tokio teil (abgehalten 2021), die erstmals Badminton im Programm hatten. Dort erreichte sie im Einzel den 5. und im Doppel mit ihrer Partnerin Cynthia Mathez den 4. Rang. Danach beendete sie ihre Spitzensportkarriere.

## Auszeichnungen
- Basler Sportlerin des Jahres 2008, 2015 und 2019[2]